# I Never Die
I Never Die es el primer álbum de estudio del grupo femenino surcoreano (G)I-dle, que fue lanzado el 14 de marzo de 2022 por Cube Entertainment. El álbum contiene nueve pistas, incluyendo su sencillo principal titulado «Tomboy».

## Antecedentes y lanzamiento
Tras el lanzamiento del sencillo «Last Dance» el 29 de abril de 2021 y la salida del grupo de Soojin, el grupo se centró en las actividades en solitario de Soyeon y Miyeon mientras que Yuqi, Minnie y Shuhua viajaron a sus países de origen para descansar y realizar otro tipo de actividades. A pesar de que el 14 de julio de 2021, la compañía del grupo afirmó estar preparando un regreso musical para fines de ese año con las seis miembros, finalmente este no se llevó a cabo.
El 17 de febrero de 2022, Cube Entertainment confirmó que el grupo tendría su regreso a la escena musical en el mes de marzo, mientras que el 23 de febrero, las cuentas oficiales del grupo anunciaron, a través de un póster promocional, el próximo lanzamiento de I Never Die, primer álbum larga duración de (G)I-dle, ha ser lanzado el 14 de marzo de 2022, y siendo su primer álbum como una agrupación de cinco miembros.
El 28 de febrero se dio a conocer la lista completa de canciones que conformarían el nuevo álbum, confirmando que este contendría nueve pistas, incluyendo su sencillo principal titulado «Tomboy».

## Lista de canciones
| CD / Descarga digital |                             |                                         |                                         |                                         |          |  |
| N.º                   | Título                      | Letras                                  | Música                                  | Arreglo                                 | Duración |  |
| 1.                    | «Tomboy»                    | Soyeon                                  | Soyeon, Pop Time, JENCI                 | Pop Time, JENCI, Soyeon                 | 2:55     |  |
| 2.                    | «Never Stop Me (말리지 마)» | Soyeon                                  | Soyeon, Kako, Pop Time                  | Pop Time, Kako                          | 2:25     |  |
| 3.                    | «Villain Dies»              | Soyeon                                  | Soyeon, The Proof                       | The Proof                               | 3:05     |  |
| 4.                    | «Already»                   | Minnie, Houdini, Soyeon                 | Minnie, Houdini                         | Houdini, Minnie                         | 3:25     |  |
| 5.                    | «Polaroid»                  | Yuqi, BOYTOY (Blatinum), PLZ (Blatinum) | Yuqi, BOYTOY (Blatinum), PLZ (Blatinum) | Yuqi, BOYTOY (Blatinum), PLZ (Blatinum) | 3:40     |  |
| 6.                    | «Escape»                    | Minnie, BreadBeat, Soyeon               | BredBeat, Minnie                        | BreadBeat                               | 3:30     |  |
| 7.                    | «Liar»                      | Yuqi, Siixk Jun, Soyeon                 | Yuqi, Siixk Jun, Kim Myung-Gyu          | Siixk Jun, Kim Myung-Gyu                | 2:55     |  |
| 8.                    | «My Bag»                    | Soyeon                                  | Soyeon, 네이슨 (NATHAN)                 | 네이슨 (NATHAN), Flip_00                | 2:41     |  |
| 24:36                 |                             |                                         |                                         |                                         |          |  |

| Bonus track (solo en CD) |                     |        |                         |                         |          |  |
| N.º                      | Título              | Letras | Música                  | Arreglo                 | Duración |  |
| 9.                       | «Tomboy» (explicit) | Soyeon | Soyeon, Pop Time, JENCI | Pop Time, JENCI, Soyeon | 2:55     |  |
| 27:31                    |                     |        |                         |                         |          |  |

## Reconocimientos

### Premios y nominaciones
| Año  | Evento                 | Premio                              | Resultado | Ref.   |
| ---- | ---------------------- | ----------------------------------- | --------- | ------ |
| 2022 | Asian Pop Music Awards | Top 20 Álbumes del año (Extranjero) | Ganador   | [ 9 ]  |
| 2022 | Asian Pop Music Awards | People's Choice Award (Extranjero)  | Ganador   | [ 9 ]  |
| 2022 | Genie Music Awards     | Álbum del año                       | Nominado  | [ 10 ] |
| 2022 | Melon Music Awards     | Álbum del año                       | Nominado  | [ 11 ] |
| 2023 | Korean Music Awards    | Mejor álbum K-Pop                   | Nominado  | [ 12 ] |

### Listados
| Publicación    | Listado                                  | Lugar    | Ref.   |
| -------------- | ---------------------------------------- | -------- | ------ |
| Idology        | 20 mejores álbumes K-Pop de 2022         | Incluida | [ 13 ] |
| Paste Magazine | The 30 Greatest K-Pop Albums of All Time | 23.º     | [ 14 ] |
| Time           | The Best K-Pop Albums of 2022            | Incluida | [ 15 ] |

## Posicionamiento en listas
| Listas (2022)                           | Posición más alta |
| --------------------------------------- | ----------------- |
| Alemania (Offizielle Top 100)           | 83                |
| Australia (ARIA)                        | 19                |
| Corea del Sur (Gaon Album Chart)        | 2                 |
| Estados Unidos (Billboard World Albums) | 13                |
| Finlandia (Suomen virallinen lista)     | 9                 |
| Francia (SNEP)                          | 85                |
| Japón (Oricon Albums)                   | 68                |
| Reino Unido (OCC Digital Albums)        | 72                |

## Ventas y certificaciones
| País                                               | Organismo certificador | Certificación | Ventas certificadas | Ref.   |
| -------------------------------------------------- | ---------------------- | ------------- | ------------------- | ------ |
| Corea del Sur                                      | KMCA                   | Platino       | 274 958*            | [ 24 ] |
| *Cifras de ventas basadas solo en certificaciones. |                        |               |                     |        |

## Historial de lanzamiento
| País   | Fecha               | Formato                         | Discográfica                |
| ------ | ------------------- | ------------------------------- | --------------------------- |
| Varios | 14 de marzo de 2022 | CD, Descarga digital, streaming | Cube Entertainment, Kakao M |